# Armoiries de la Dominique
Les armoiries de la Dominique ont été approuvées le 21 juillet 1961.
Dans le premier quart, d'or on peut voir un cocotier ; dans le second, d'azur, un crapaud de la Dominique ; dans le troisième, un voilier des Caraïbes sur des vagues d'argent et dans le quatrième, un bananier.
Le tout est surmonté d'un casque d'azur et d'argent sur lequel repose un lion passant armé d'or.
Le blason est soutenu par deux Amazones impériales ou sisserous représentés également dans le drapeau national.
Dans la partie inférieure, on peut lire sur une ceinture sinople, en créole, la devise nationale du pays : « Apres Bondie C'est La Ter ».